# 4 Bieszczadzki Pułk Zmotoryzowany
4 Bieszczadzki Pułk Zmotoryzowany, następnie 4 Pułk Ochrony (JW 2667) – jednostka wojskowa w składzie Nadwiślańskich Jednostek Wojskowych.

## Historia

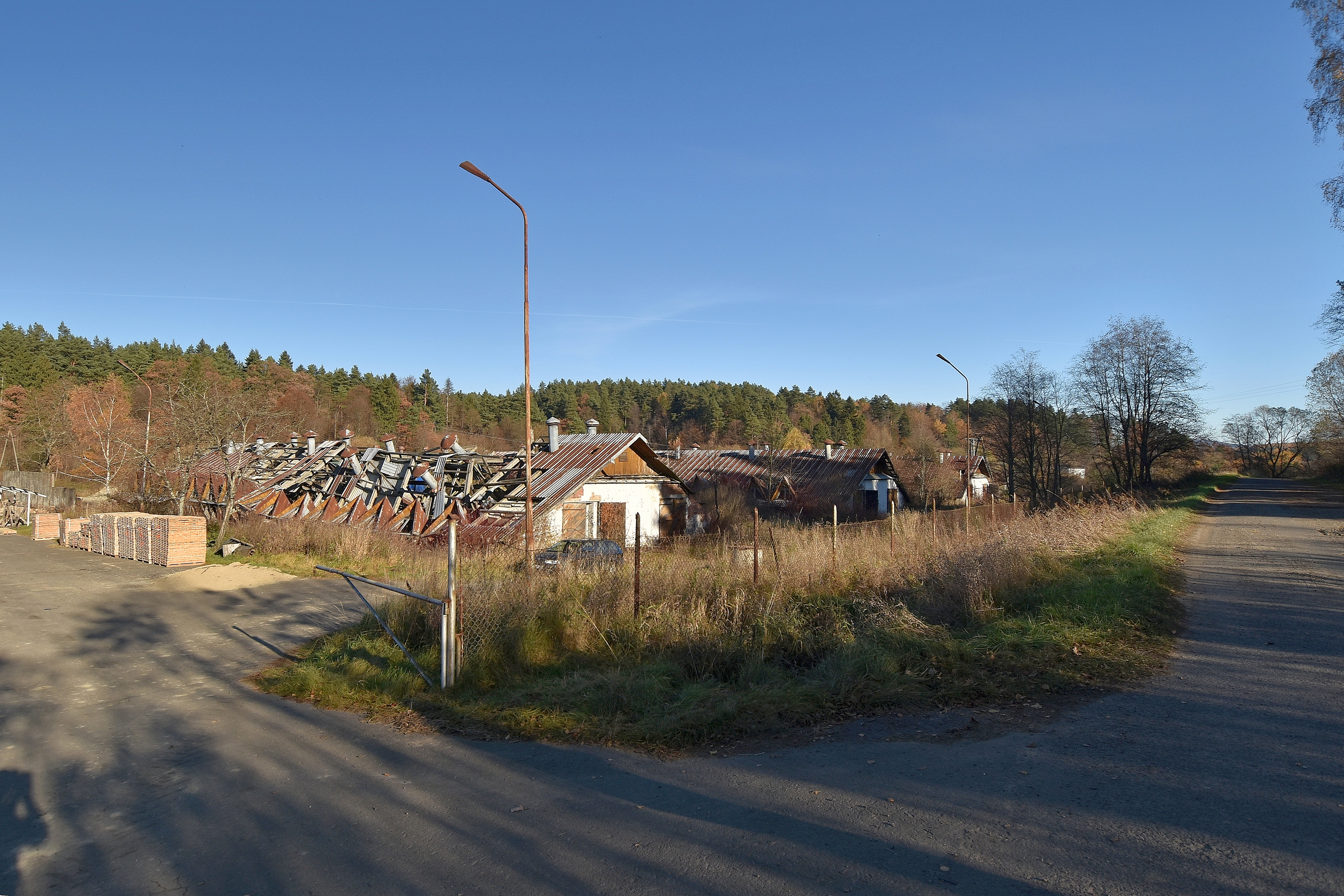
Dawne Wojskowe Gospodarstwo Rolne - Kwaszenina.

Wzmianki o powołaniu jednostki zostały opublikowane w Zarządzeniu nr 85 Prezesa Rady Ministrów oraz w Zarządzeniu Ministra Spraw Wewnętrznych z 8 lutego 1973 roku. Pierwotnie zadaniem jednostki było przywrócenie do życia niezagospodarowanych obszarów w Bieszczadach oraz zapewnienie obsługi kwatermistrzowskiej w Ośrodku Prezesa Rady Ministrów w Arłamowie. Była to jednostka o charakterze szkoleniowo-produkcyjnym. 6 listopada 1974 r. nastąpiło wręczenie jednostce sztandaru ufundowanego przez społeczeństwo Bieszczad.

Właśnie Wojskom Nadwiślańskim powierzono zadanie przywrócenia tych ziem gospodarce narodowej. Bieszczadzka ziemia umęczona i zniszczona przedłużającymi się działaniami wojennym w krótkim czasie dzięki pracy żołnierzy naszego pułku została przywrócona do życia. Żołnierze szkoląc się pracowali.

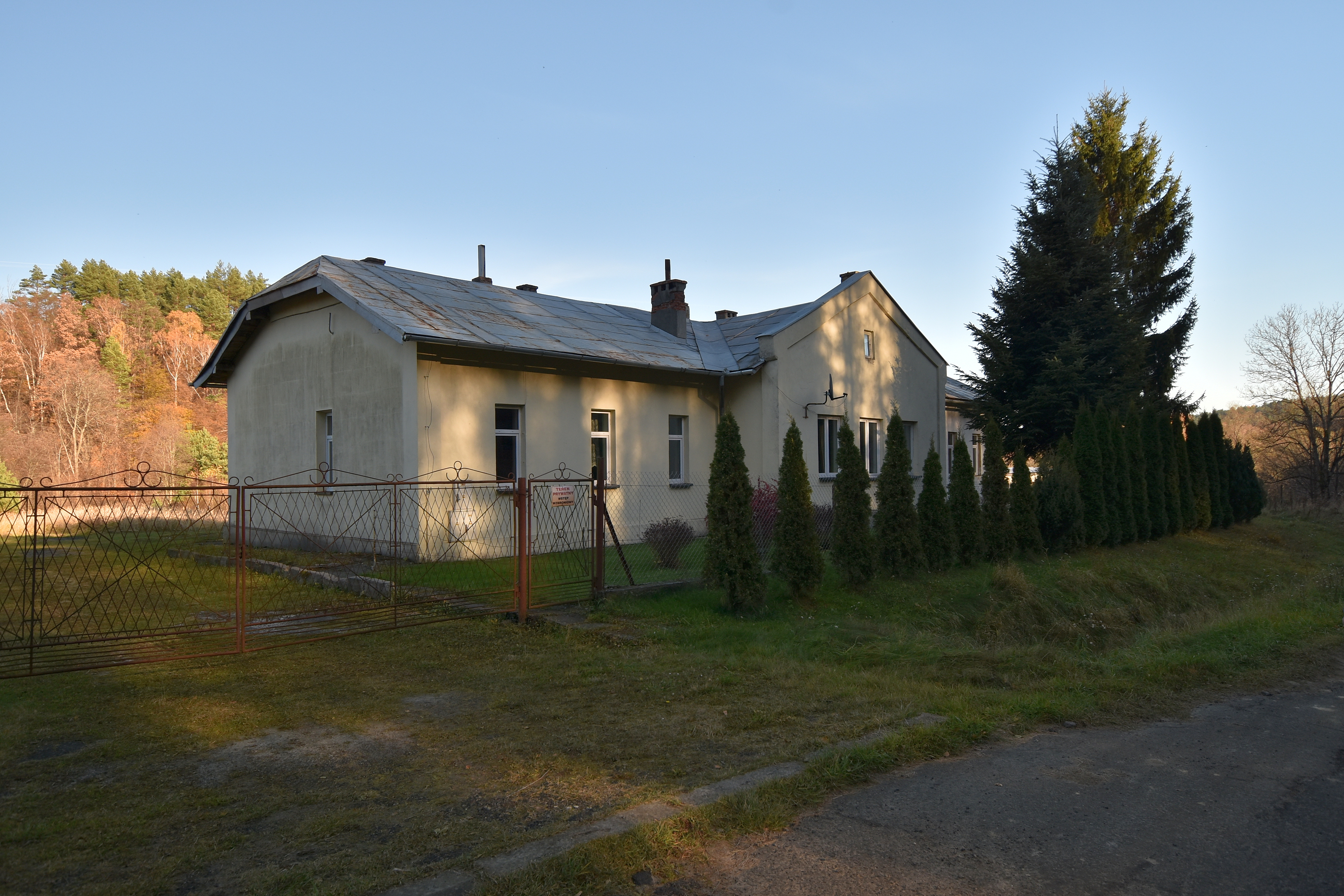
Kwaszenina. Budynek Sztabu byłej jednostki JW2667.

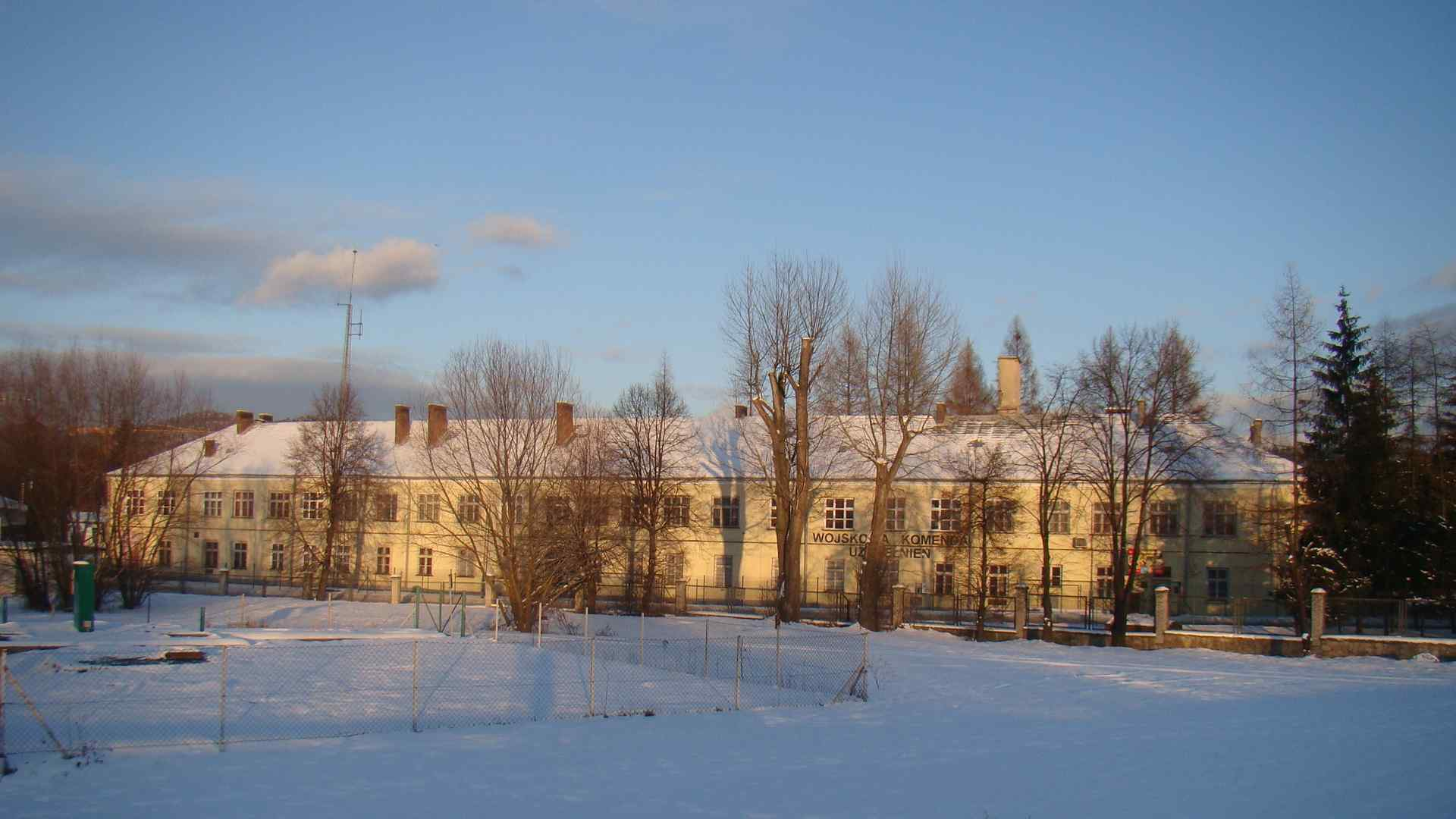
Koszary wojskowe w Olchowcach

Spośród żołnierzy pułku dobierano żołnierzy do prac gospodarczych na terenie ośrodka Urzędu Rady Ministrów w Arłamowie. Żołnierze pułku nie pełnili jednak zadań ochronnych w tym ośrodku, to zadanie realizowały wydzielone grupy oddelegowane ze składu Warszawskiej Jednostki MSW  im. Czwartaków AL.
W pierwszym okresie funkcjonowania pułku były problemy z zakwaterowaniem żołnierzy, pododdziały pułku stacjonowały w różnych miejscach rozrzuconych po całym terenie. Na przełomie lat osiemdziesiątych i dziewięćdziesiątych pododdziały pułku były rozmieszczone następująco: 
Dowództwo i sztab – Kwaszenina;  
- 3 kzmot, komp. transp. – Kwaszenina;

- 2 kzmot – Trzcianiec;

- część 4 kzmot – Ustrzyki Dolne;

- 5 kzmot, krem, część 4 kzmot – Arłamów;

- 1 kzmot –Trójca[2]

Jednostka wojskowa 2667 istniała od kwietnia 1973 do 1999 i liczyła od 500 do 1200 żołnierzy. Sztab jednostki funkcjonował w Kwaszeninie. Przez okres 20 lat, (1973 – 1993) działała jako wojskowe gospodarstwo rolne. W 1987r. hodowało ono 4,5 tys. sztuk bydła w tym około 200 krów mlecznych, ponad 1,5 tys. owiec i tysiąc sztuk trzody chlewnej. Gospodarstwa rolne – obory funkcjonowały w Kwaszeninie, Trójcy, Grąziowej, Trzciańcu wraz z Jamną Górną, Jamną Dolną, Krajną, Łomną, oraz przejściowo (do 1981) także w Mucznem, Tarnawie Niżnej i Wołosatem. W Tarnawie Niżnej i Wołosatem do 1981 prowadzono hodowlę bukatów, które sprzedawano do Niemiec i Francji.
Następnie została przekształcona z jednostki hodowlano – rolniczej na formację o charakterze szkoleniowo – rolniczym. Od 1981 po reorganizacji i zmianie nazwy jednostki na 4 Bieszczadzki Pułk Zmotoryzowany (JW 2667), prowadzono dodatkowo szkolenie wojskowe pododdziałów. Działalność rolnicza pułku została zakończona w 1993. Od przełomu lat 1993/1994 pułk został przemianowany na 4 Pułk Ochrony MSWiA i wyprowadzony z Kwaszeniny, stacjonował w koszarach w sanockiej dzielnicy Olchowce. Od 1994 r. jednostka funkcjonowała w oparciu o zgrupowania w Sanoku i w Trzciańcu. Jednostka uczestniczyła w zabezpieczaniu podróży apostolskich Jana Pawła II do Polski w 1991 i 1997 roku.
Po reorganizacji jednostki pułku były rozmieszczone następująco:
- dowództwo i sztab  –  Sanok;

- bzmot, krozp  –  Trzcianiec;

- bzmot, kzab i kłączn  –  Sanok.

Szczególnie jednostką w tym okresie była kompania rozpoznawcza w Trzciańcu. W jej składzie funkcjonował pluton rozpoznania konnego, jedyna wówczas jednostka tego typu w Wojsku Polskim. Głównym zadaniem pułku było wykonywanie zadań rozpoznawczych, ochronno-obronnych i przeciw dywersyjnych w trudnych warunkach górskich.
6 listopada 1994 r. na stadionie MOSiR „Wierchy” w Sanoku odbyła się uroczystość wręczenia sztandaru 4 Pułkowi Ochrony MSWiA, stacjonującemu w garnizonie Olchowce. W uroczystości uczestniczyli m.in. szef Gabinetu Prezydenta RP, Mieczysław Wachowski i biskup polowy Wojska Polskiego, Sławoj Leszek Głódź. 7 grudnia 1997 r. na tym stadionie odbyła się przysięga wojskowa 90 żołnierzy Pułku, a 14 sierpnia 1998 r. obchodzono tam jednocześnie Święto Wojska Polskiego i 25-lecie istnienia jednostki. Wówczas odbyła się tam również przysięga wojskowa żołnierzy pierwszego rocznika, a ponadto sztandar pułku został udekorowany „Odznaką za Zasługi dla ZKRPiBWP”. Jednostka otrzymała także Odznakę „Za zasługi dla województwa krośnieńskiego” oraz odznakę honorową „Za zasługi dla Oświaty”. 21 września 1996 r. JW 2667 NJW MSWiA została udekorowana Honorową Odznaką Ruchu Przyjaciół Harcerstwa.
Według różnych źródeł świętem pułku był dzień 15 kwietnia lub 19 kwietnia.
Już w 1998 roku zastanawiano się nad potencjalnym usunięciem sanockiej jednostki. Ostatecznie do jej rozformowania, decyzją ministra spraw wewnętrznych i administracji nr 392 z 18 listopada 1998, doszło 31 grudnia 1999 roku.

## Dowódcy
- ppłk Wojciech Staromłyński (8 III – 13 VI 1973)[13]
- ppłk Jan Wychowski (14 VI 1973 – 11 VIII 1983)
- ppłk mgr inż. Eugeniusz Szczodry (11 VIII 1983 – 14 IV 1984)
- płk dypl. Jan Spanier (24 VI 1986 – 30 XI 1989)
- płk mgr Tadeusz Wnęk (1 XII 1989 – 11 VI 1992)
- mjr mgr inż. Marceli Kuca (12 VI 1992 – 26 V 1993)
- ppłk dypl. Jan Budnik (27 V 1993 – 28 VI 1994)
- mjr dypl. Wojciech Ignaczewski (29 VI 1994 – 8 IV 1997)[14]
- mjr/ppłk dypl. Andrzej Herbaczewski (9 IV 1997 – 1999)[10][15][16][17].